# John Barnard

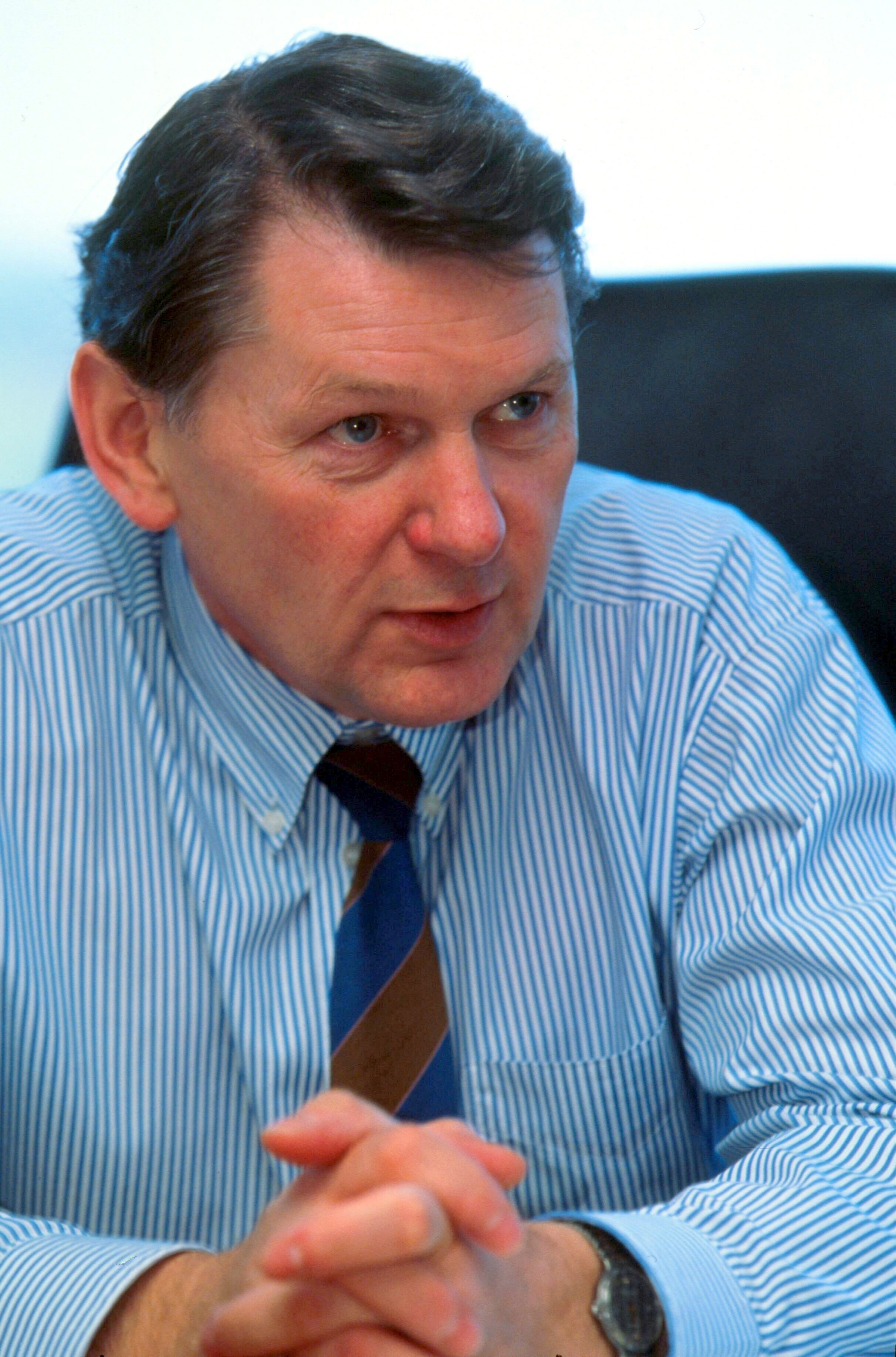
John Barnard

John Barnard (* 4. Mai 1946 in Wembley, England) ist ein englischer Ingenieur und Entwickler von Rennwagen und Motorrädern.

## Leben

### Anfänge im Motorsport
Barnard machte sein Ingenieursdiplom am Watford College of Technology in Watford (England) und arbeitet zunächst in der Industrie als Entwickler von Maschinen zur Herstellung von Glühbirnen. 1968 bewarb er sich bei Lola, wurde engagiert und war in der Folge beteiligt an der Entwicklung von Rennwagen für die Formeln Vee und SuperVee, dem Lola Sportwagen für die amerikanische CanAm-Serie und diversen anderen Projekten. Bei Lola lernte er den späteren Chefingenieur von Williams Grand Prix Engineering, Patrick Head, kennen. Die beiden wurden Freunde und Head war Trauzeuge bei Barnards Hochzeit.

### Formel 1
1972 wechselte Barnard zu McLaren, wo er mit Gordon Coppuck die Wagen für die IndyCar-Meisterschaft, die Formel 5000 und die Formel 1 entwickelte. Mit dem McLaren M23 gewann Emerson Fittipaldi 1974 die Formel-1-Weltmeisterschaft.

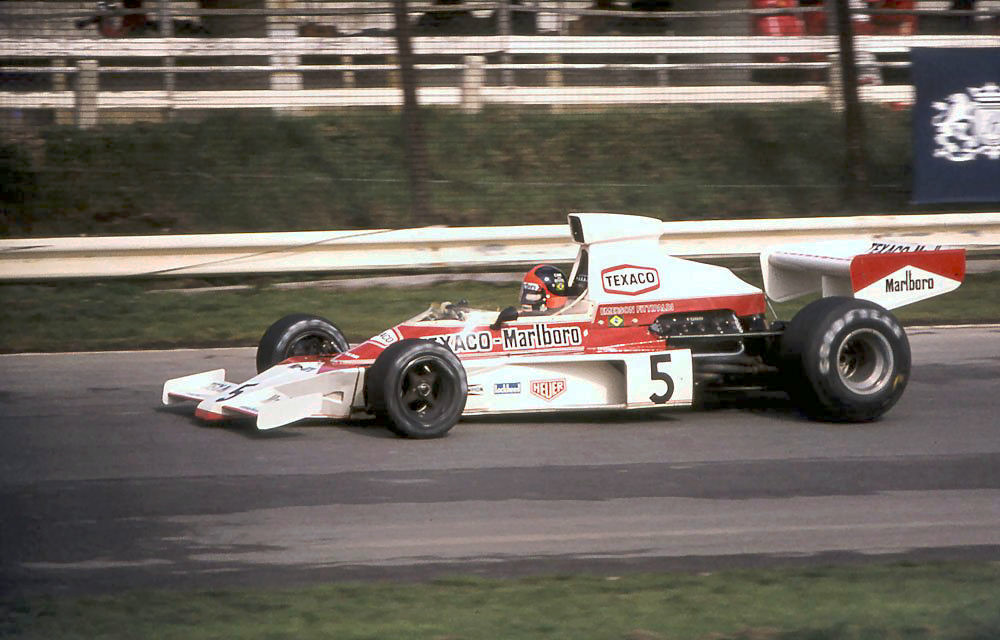
Der McLaren M23 mit Emerson Fittipaldi 1974

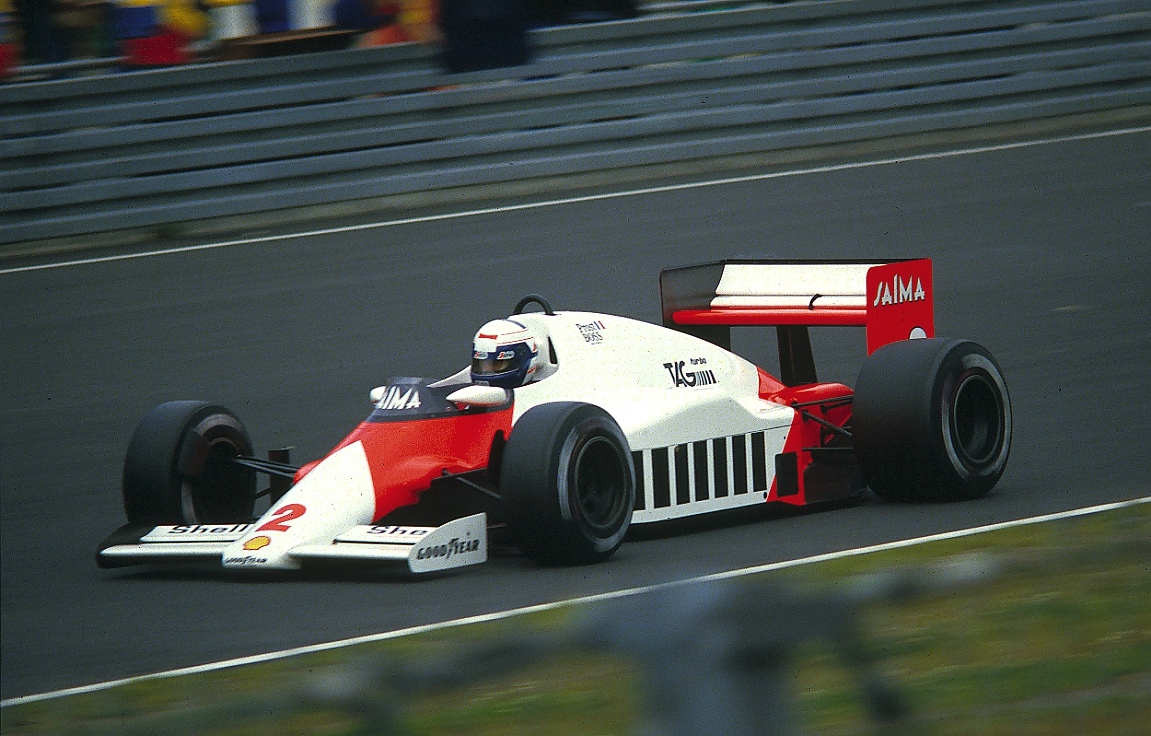
Der McLaren MP4/2B mit Alain Prost 1985

1975 wurde Barnard von Parnelli Jones angeworben, um an der Seite von Maurice Philippe einen Wagen für die Formel 1 zu konstruieren, der von 1974 bis 1976 eingesetzt wurde. Nach Parnellis Rückzug aus der Formel 1 baute Barnard für ihn einen Wagen für die IndyCar-Meisterschaft. Dadurch wurde Jim Hall auf Barnard aufmerksam. Für dessen Team konstruierte Barnard den Chaparral 2K, mit dem Johnny Rutherford 1980 die Indianapolis 500 gewann und den Indycar-Titel holte.
Ron Dennis holte Barnard Anfang der 1980er zu seinem Team Project Four Racing, für das er einen revolutionären Rennwagen aus Verbundmaterialien entwickelte, der von Hercules Aerospace hergestellt wurde. Als Project Four Racing und McLaren fusionierten, wurde aus diesem Wagen der McLaren MP4/1, die technische Basis einer Reihe erfolgreicher McLaren-Rennwagen. 1983 führte Barnard die sogenannte „Flaschenhalsform“ ein, bei der die Seitenkästen zwischen den Hinterrädern schmal zusammenlaufen, ein Design, das auch heute noch in der Formel 1 zu sehen ist. Barnards McLaren gewannen 1984, 1985 und 1986 die Fahrerweltmeisterschaft und konnten 31 Rennsiege einfahren
1987 warb Ferrari den zu dieser Zeit als besten Formel-1-Ingenieur geltenden Barnard ab und baute ihm zu dessen Konditionen in England ein Entwicklungszentrum auf, das Guildford Technical Office (GTO), da sich Barnard weigerte, in Italien zu arbeiten. Im GTO entstand das revolutionäre halbautomatische Getriebe, dessen ersten Renneinsatz im Ferrari 640 Nigel Mansell 1989 in Brasilien gewinnen konnte und das kurz darauf und bis heute zum Standard in allen Formel-1-Rennwagen wurde.
Ende 1990, nach einer Saison mit fünf Rennsiegen mit Ferrari, aber wieder ohne Titel, wechselte Barnard zu Benetton und baute die Benetton Advanced Research Group in Godalming auf. Er entwickelte dort den Benetton B191, mit dem Nelson Piquet 1991 ein Rennen gewinnen konnte und der die Basis des B194 war, der 1994 den WM-Titel holte.
Nachdem sich Barnard mit dem Management von Benetton überworfen und kurzzeitig an einem Formel-1-Projekt für Toyota gearbeitet hatte, bot ihm Ferrari, das in den drei Jahren seit Barnards Weggang kein Rennen gewonnen hatte, Mitte 1993 erneut den Posten des Entwicklungschefs an. Es entstand das Ferrari Design and Development Entwicklungszentrum in Shalford, Surrey, und Gerhard Berger holte 1994 mit dem 412T1B einen Sieg beim Großen Preis von Deutschland.
1996 fanden bei Ferrari mit dem Weggang von Berger und Alesi und der durch Jean Todt initiierten Verlagerung der Entwicklungstätigkeit nach Maranello große Umstrukturierungen statt. Barnard weigerte sich, nach Italien zu ziehen und wurde durch Rory Byrne und Ross Brawn ersetzt. Barnard kaufte 1997 das Entwicklungszentrum in Shalford auf, benannte es in B3 Technologies um und arbeitete für Arrows. Nach einem Streit mit Tom Walkinshaw, dem damaligen Arrows-Chef, wechselte Barnard zum Prost-Team und nach dessen Konkurs 2002 zu Kenny Roberts sr. KR Team in die MotoGP-Klasse der Motorrad-Weltmeisterschaft, wo er als leitender Ingenieur Rennmotorräder entwickelte.
Im März 2008 verkaufte Barnard seine Anteile an B3 Technologies an ein Konsortium unter Führung des früheren kaufmännischen Geschäftsführers John Minett.